# Latécoère 298
Latécoère 298 (đôi khi viết gọn hơn là Laté 298) là một loại thủy phi cơ của Pháp trong Chiến tranh thế giới II. Nó được thiết kế chủ yếu là máy bay ném bom-ngư lôi, nhưng ngoài ra còn dùng làm máy bay ném bom bổ nhào, tuần tra biển.

## Biến thể
- Laté 298A:
- Laté 298B:
- Laté 298D:
- Laté 298E:
- Laté 299:

## Quốc gia sử dụng
Pháp
- Hải quân Pháp

 Germany
- Luftwaffe

## Tính năng kỹ chiến thuật (Laté 298D)

### Đặc điểm riêng
- Tổ lái: 2-4
- Chiều dài: 12,56 m (41 ft 2.5 in)
- Sải cánh: 15.5 m (50 ft 10.5 in)
- Chiều cao: 5.25 m (17 ft 1.75 in)
- Diện tích cánh: 31.6 m²
- Trọng lượng rỗng: 3,057 kg (6,750 lb)
- Trọng lượng có tải: 4,793 kg (10,582 lb)
- Động cơ: 1 × Hispano-Suiza 12Ycrs, 880 hp

### Hiệu suất bay
- Vận tốc cực đại: 300 km/h (167 mph)
- Tầm bay: 1,500 km (932 dặm)
- Trần bay: 6,397 m (21,325 ft)

### Vũ khí
- Súng: 3x súng máy Darne 7.5 mm
- Bom: 680 kg (1.500 lb)